# Věra Komárková
Věra Komárková (ur. 25 grudnia 1942 w Písku, zm. 25 maja 2005 w Leysin) – czeska i amerykańska pionierka wspinaczki kobiecej, himalaistka, zdobywczyni dwóch ośmiotysięczników. Pierwsza kobieta na szczycie Annapurny (wraz z Irene Miller), który zdobyła w pierwszej kobiecej wyprawie 15 października 1978 roku.

## Życiorys
Studiowała biologię i chemię na Uniwersytecie Karola w Pradze. Krótko po tym, w 1970 roku wyemigrowała do USA. Rozpoczęła pracę na University of Colorado w Boulder, w stanie Kolorado, gdzie uzyskała stopień doktora w 1976 roku. Następnie przez kilka lat pracowała w Institute of Arctic and Alpine Research, zajmując się projektami ekologicznymi na Alasce w Kanadzie. W 1986 roku przeniosła się do Szwajcarii, do American College of Switzerland w Leysin, gdzie była profesorem nauk przyrodniczych, a później została profesorem technologii informatycznych.

## Wyprawy wysokogórskie
W 1976 roku zdobyła najwyższy szczyt Ameryki Północnej Denali (McKinley). W 1978 roku wzięła udział w pierwszej kobiecej wyprawie w Himalaje pod wodzą Arlene Blum, której celem było zdobycie Annapurny. Aby zebrać fundusze na wyprawę, kobiecy zespół sprzedawał koszulki z hasłem "Miejsce kobiety jest na szczycie". Sprzedaż koszulek przyniósł dochód sześćdziesięciu tysięcy dolarów, co stanowiło ponad 75% szacowanych kosztów wyprawy. Ostatecznie wraz z Irene Miller i dwójką Szerpów stanęła na szczycie Annapurny 15 października 1978 roku.
W 1984 roku, raz z Diną Štěrbową, jako jedna z pierwszych kobiet zdobyła szósty pod względem wysokości szczyt świata Czo Oju.

## Wejścia na wierzchołki ośmiotysięczników
- 1978: Annapurna (8091 m)
- 1984: Czo Oju (8201 m)
- ISBN 978-83-268-1316-0 "Annapurna - Góra Kobiet" Arlene Blum